# Helgolandi csata (1917)
A második helgolandi csata (németül: Zweites Seegefecht bei Helgoland; angolul: Second Battle of Heligoland Bight) egy eldöntetlen kimenetelű tengeri összecsapás volt a brit és német haditengerészeti egységek között 1917 novemberében az első világháború idején. Ennek során a Helgolandi-öbölben aknamentesítést végző flottillákon és a kísérő hajókon ütött rajta egy nagyobb brit kötelék, de a meglepetés ellenére nem tudtak jelentősebb károkat okozni.

## Előzmények
A Shetland-szigeteki ütközet után David Beatty tengernagy, a Grand Fleet parancsnoka megtorló akciót kívánt végrehajtani és ehhez az Északi-tenger déli részén aknaszedő műveleteket végrehajtó német kötelékeket akarta megtámadni. A német hadműveletről, mely a Dániától Hollandiáig húzódó aknazár M-jelű kijáratának (Weg M) lezárására újonnan telepített aknák felszedésére irányult, a brit hírszerzés a Room 40 részleg kódfejtői tevékenysége révén tudomást szerzett, így csapdát állíthattak az aknaszedő kötelékeknek.
Reinhard Scheer tengernagy az akciót november 16-ra tűzte ki, de a rossz idő miatt egy nappal el kellett halasztani. A német aknaszedőket egy cirkálókból és rombolókból álló csoport kísérte Ludwig von Reuter tengernagy vezetésével. Felderítésre a léghajókat illetve repülőgépeket nem vehették igénybe a kedvezőtlen időjárás miatt. Az aknaszedők közelbiztosítását a Ludwig von Reuter ellentengernagy vezetése alatt álló II. felderítőcsoport (Aufklärungsgruppe II) könnyűcirkálói, a Königsberg, a Pillau, a Nürnberg és a Frankfurt, valamint a VII. romboló-flottilla (Torpedobootflottille VII) 8 romboló ja látta el.
Nagyobb távolságban a 4. csatahajóraj (Geschwader IV) két egysége, a Kaiser és a Kaiserin biztosították a hadműveletet, míg a Moltke és Hindenburg csatacirkálók valamint a Stralsund és a Graudenz könnyűcirkálók készültségben voltak a Jadén. Az ő biztosításukat a Friedrich der Große és a König Albert csatahajók látták el.
Beatty 1917. november 17-én egy erős cirkálóköteléket küldött ki a Helgolandi-öbölben brit aknamezőket megtisztító német aknaszedők megtámadására Trevylyan Napier altengernagy vezetésével. A kötelékhez tartozott az 1. cirkálóraj (1st Cruiser Squadron) valamint az 1. és 6. könnyűcirkálórajok (1st and 6th Light Cruiser Squadrons) két új csatacirkálóval illetve 8 könnyűcirkálóval. Kíséretüket a 13. rombolóflottilla (13rd Destroyer Squadron) 10 rombolója látta el.
Napier kötelékét nagyobb távolságban William Pakenham tengernagy fedezte többek között az 1. csatahajóraj (1st Battle Squadron) és a csatacirkálóraj (Battle Cruiser Force) 11 hajójával.

## A csata

### Rajtaütés

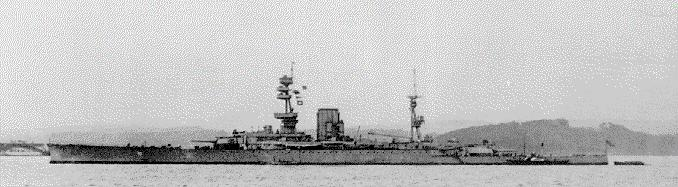
HMS Glorious

Reuter tengernagy  november 17-én 07:00-ra (Közép-európai idő|KEI) az előre egyeztetett helyszínre rendelt el gyülekezőt a csoportjának. A Kaiserin parancsnoka, Graßhoff sorhajókapitány jelezte, hogy ebben az időpontban Helgolandtól nyugatra foglal el pozíciót. 08:00-ra az aknaszedők készen álltak az aknamező felderítéséhez, leszámítva a 2. és 6. segédaknaszedő-félflottillákat (2. und 6. Hilfsminensuch-Halbflottillen). Mivel ezek csak pár ezer méterre lehettek tőle, Reuter a Königsberggel visszafordult, hogy a gyülekezőhelyre kísérje őket. A Courageous 08:30-kor észlelte a német köteléket Sylttől 100 km-re nyugatra és 08:37-kor tüzet nyitott rájuk a Cardiff cirkálóval egyidőben, épp mikor a Königsberg elhagyta a köteléket.
A nyugati horizont erősen ködös volt és a támadó hajók típusát a németek eleinte nem tudták megállapítani. A tiszta keleti égbolt előtt hajóik könnyebben kivehetők voltak a britek számára. A szél 2-3-as erősséggel fújt nyugat-északnyugati irányból és a tenger erősen hullámzott. Hildebrand sorhajókapitány a Nürnbergen, aki időlegesen átvette a II. felderítőcsoport vezetését, az aknaszedők oltalmazására a cirkálókkal az ellenséges hajók irányába fordult. A rombolók északi és északnyugati irányra állva ködöt fejlesztettek a visszavonuló és szintén ködöt fejlesztő aknaszedők valamint az ellenséges hadihajók között. Laßmann korvettkapitány a V45 jelű rombolójával a kedvező pozícióját kihasználva 4-6000 méter távolságból támadást intézett az ellenséges hajók ellen, de torpedója nem talált célba. Az aknaszedőknek mind sikerült elmenekülniük, de a Kehdingent(GE), egy halászhajóból átalakított aknaszedőt, melyet jelzőhajóként lehorgonyoztak a gyülekezőhelyen, a támadók elsüllyesztették. Német feljegyzések szerint a gőzösre a brit csatacirkálók fő tüzérségükkel is lőttek. Legénységéből heten veszítették életüket.

### Üldözés
A ködfüggöny létrehozása után a cirkálók és a rombolók is visszafordultak délkeletnek és közben a brit 1. cirkálóraj, az 1. és 6. könnyűcirkálóraj valamint 10:00 körül hozzájuk csatlakozva a Repulse csatacirkáló folyamatosan tűz alatt tartotta őket kb. 13 km-es távolságból. Az üldözés során mindkét felet akadályozták a manőverezésben az aknamezők.
A lőporfüst tovább rontotta a látási viszonyokat, ami szintén a visszavonuló németeknek kedvezett. Pár rombolót leszámítva, melyek az aknaszedőket vették célba, a brit egységek az értékesebb könnyűcirkálókat üldözték. A nagy füst és köd miatt a briteknek a németek déli szárnya irányába kellett manőverezniük, hogy jobban megfigyelhessék a lövedékeik becsapódását. Így a németek szél felőli oldalára kerültek. Ezt a manővert a C-osztály egységei hajtották végre közel 30 csomós sebességgel haladva. Ennek köszönhetően a távolságuk nőtt az aknaszedőkhöz képest. A 26-27 csomós sebességgel haladó német cirkálókra kilőtt sortüzek jól célzottak voltak, de cikk-cakkban haladva sikerült elkerülniük azokat. Eközben nekik is sikerült leadniuk pontos sortüzeket.
09:25-kor a németek két találatot észleltek az ellenséges csatacirkálókon és megfigyeléseik alapján az egyikük ki is vált a harcból, de azok a brit feljegyzések szerint nem szenvedtek el találatokat. 09:33-kor azonban a Glorious elülső lövegtornyának egyik ágyújában felrobbant a lövedék. Ezzel egy időben a Pillau is találatot jelentett egy ellenséges rombolón, mely ezt követően szintén kiválni látszott a küzdelemből. A II. felderítőcsoport vezetője azt remélte, hogy teljes sebességgel haladva az ellenség könnyű erőit elválaszthatja a nagyobbaktól és így lehetőség nyílik az előbbiek elleni támadásra. Ez a remény szertefoszlott, miután a nagyobb brit hajók is tartani tudták a lépést a kísérőikkel.
Az aknaszedő-flottilla tengeralattjárói időközben kelet-délkeleti irányba hajózva közeledtek. 08:50-kor a britek északi csoportjának rombolói 9 km-es távolságból tűz alá vették őket. Az ellenséges rombolókon három találatot figyeltek meg és ennek tudták be azok kiválását a harcból. A német tengeralattjárókat 09:05 és 09:30 között az egyik brit flottilla-vezérhajó támadta, később azonban már nem vették őket tűz alá és zavartalanul visszatérhettek a támaszpontra. Több tengeralattjáró is jelentette, hogy az egyik brit romboló mozgásképtelenné vált. Később egy felderítő repülőgép egy vontatott romboló észlelését jelentette, mely ezt az információt támasztotta alá. Valójában egyik brit romboló sem szenvedett ilyen súlyos sérüléseket.
A kelet irányban haladó 6. aknaszedő-félflottilla is harcba keveredett a britek tőlük 7-7,5 km-re lévő északi rombolócsoportjával és három romboló egészen 1 km-re megközelítette az aknaszedőket, de nem értek el rajtuk találatokat, míg a németek egy biztos találatot jelentettek. 09:40-kor ezek a brit rombolók visszább vonultak. A VI. aknaszedő-flottilla útja a támaszpont felé ezután már zavartalan volt.
A német cirkálók laza lépcsőzött alakzatban vonultak vissza és így a britek az aknaszedő halászhajók illetve a 2. és 6. aknaszedő-félflottilla mellé kerültek, de elmulasztották a kínálkozó lehetőséget ezek megsemmisítésére. A hozzájuk legközelebb haladó Nürnberg és Pillau cirkálók füstgránátokat szórtak a védelmükre, melyben a 14. romboló-félflottilla is segítségükre volt. A britek kitértek e füstfüggöny láttán.
09:50-kor rombolók közelítettek a II. felderítőcsoport cirkálói felé, hogy torpedótámadást kíséreljenek meg ellenük, de nem értek el találatot. Ugyanekkor Reuter tengernagy is torpedótámadásra indította a rombolókat. A harcban felbomlott alakzat miatt nem tudták egységesen kivitelezni a támadást és a hat kilőtt torpedó közül egyik sem talált célba, de a brit cirkálóknak élesen ki kellett térniük előlük és ez jelentős könnyebbséget jelentett Reuter erőinek. A Königsberg és a Frankfurt is lőtt ki torpedókat, de ezek sem találtak.

### Brit visszavonulás

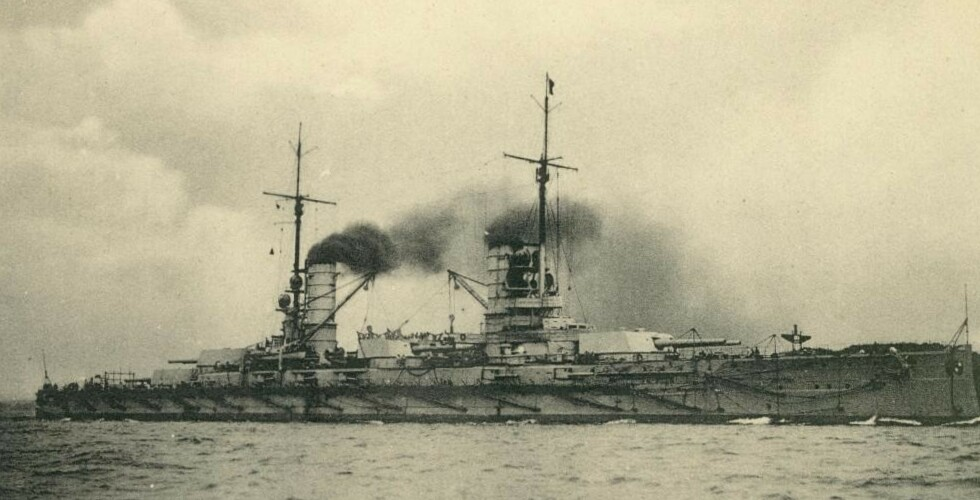
SMS Kaiserin

10:30-kor a két Courageous-osztályú csatacirkáló felhagyott az üldözéssel az aknamező elérése miatt és délnek fordult, így már nem játszottak több szerepet a csatában. A brit könnyűcirkálók a rombolókkal és a Repulse-szal azonban követték a németeket az aknamezők között. A könnyű csatacirkálók visszavonulásával egy időben, 10:30-kor a Kaiserin és a Kaiser csatahajók is feltűntek. Reuter tengernagy a keleti irányt tartva megpróbálta maga után vonni az ellenséget a német és brit aknamezők között, hogy azok így a cirkálók és a csatahajók közé kerülhessenek. Innen csak északi avagy északnyugati irányban tudott volna visszavonulni. Amennyiben nyugati irányban próbálkozott volna, akkor az aknamezőn veszteségeket szenvedhetett volna el. A csatahajók, melyek a rossz látási viszonyok miatt nem látták át teljesen a helyzetet és helytelenül értelmezték a Königsberg által leadott jeleket, északnyugat felé, a közeledő hajók irányába haladtak és nem tudták eleinte megkülönböztetni az ellenséget a baráttól. A II. felderítőcsoport ezt látva igyekezett felzárkózni a csatahajókhoz, melyek 10:46-kor tüzet nyitottak a C-osztályú könnyűcirkálókra. A német csatahajók gyorsan bemérték a távolságot és a Caledon cirkálót eltalálták egy 30,5 cm-es lövedékkel, mely nem robbant fel és így csak minimális károkat okozott.
A Calypso könnyűcirkáló parancsnoki hídját brit feljegyzések szerint még 10:40-kor érte egy találat, mely a hídon mindenki életét kioltotta és az elesettek között volt Herbert Edwards kapitány is. A németek ezt a találatot a Kaiserin egyik 30,5 cm-es lövedékének tulajdonították, de valószínűbb, hogy a könnyűcirkálók által kilőtt egyik 15 cm-es lövedék lehetett, mivel ekkor a csatahajók még nem kapcsolódtak be a harcba, csak hat perccel később.

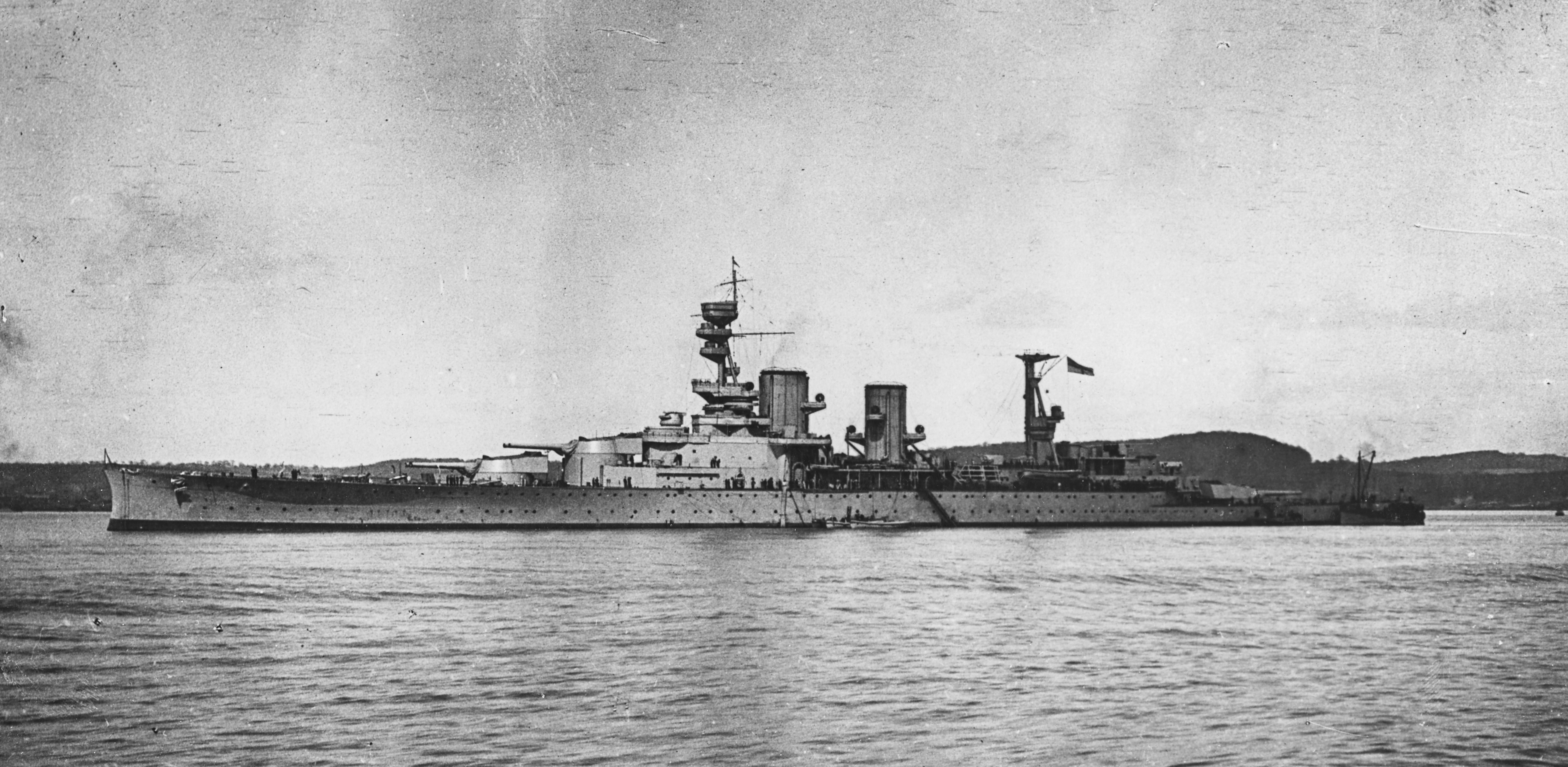
HMS Repulse

Reuter tengernagy a Königsberggel hátraarcot hajtott végre, hogy üldözőbe vegye a visszavonuló ellenséget. A Repulse egyik 381 mm-es lövedéke ekkor (10:58-kor) a Königsberg mindhárom kéményén áthatolva begyújtotta az egyik szénraktárt. Ezt a tüzet csak fél óra elteltével sikerült megfékezni és rövid ideig kis mértékben korlátozta a könnyűcirkáló sebességét. Reuter tengernagy a hajóról átszállni kényszerült a Pillaura, mert a nagy füst miatt a zászlóshajója fedélzetéről nem lehetett átlátni a csatateret.
Ezzel a találattal a csata hirtelen véget is ért. A britek teljes gőzzel vonultak vissza északnyugati irányban. A harcról szóló híreket hallva a Moltke és a Hindenburg csatacirkálók is kifutottak és vélhetőleg az ő feltűnésük miatt döntöttek a britek a visszavonulás mellett, melyben a 11:40 körül leereszkedő köd is segítségükre volt. Az üldözésükre küldött hajók már nem tudtak velük harcérintkezésbe lépni és a német kötelékek 15:00-kor visszaindultak bázisaikra. Az éjszaka során kiküldött VII. rombolóflottilla sem találkozott már ellenséges hajókkal. A II. romboló-flottilla előző éjjel volt kint a Hoofdennél és mivel ekkor ért épp haza, nem volt elég üzemanyaga ahhoz, hogy kiküldjék őket üldözésre. A nagyobb brit biztosító kötelék nem közelítette meg a Horns Rev-Terschelling félkörívben húzódó aknamezőket. Őket a későbbiek során német felderítő repülőgépek is észlelték.
Az új brit csatacirkálók közül a Repulse 54 lövést adott le és egy találatot ért el a Königsbergen. A Courageous a 381 mm-es ágyúival 92 lövést, a 102 mm-esekkel 180 lövést adott le, míg a Glorious 57-et illetve 213-at. Egy nagy kaliberű lövedékük talált csak célt.

## Veszteségek
A csatában egyedül a német Kehdingen (263 BRT) aknaszedő süllyedt el. A könnyűcirkálókat öt találat érte (két 381 mm-es és három 152 mm-es), de komolyabban csak a Königsberg sérült meg. Az őt ért 381 mm-es gránát találata 8 embert ölt meg és 15-öt megsebesített. A Nürnberget több (3) kisebb kaliberű találat is érte melyek egy emberrel végeztek és 9 főt megsebesítettek. A Pillau egyik lövegpajzsát ért 381 mm-es találat következtében legénységéből 3 fő elesett. Német oldalon a halottak száma összesen 21 fő, a súlyosan sérülteké 13, a könnyebb sebesülteké 30 volt.
A brit egységek 7-8 találatot kaptak, melyek közül a Calypsóé okozott súlyos károkat, fedélzetén 10 fő vesztette életét, köztük a hajó parancsnoka. A Cardiff 4-5 találatot szenvedett el, legénységéből 7 fő veszítette életét és 13-an sérültek meg. A Caledont ért két találat (30,5 cm ill. 15 cm – előbbi nem robbant fel) 5 halottat eredményezett. A brit csatacirkálókban az ágyúik torkolattüze okozott kisebb károkat, illetve a Glorioust öt napig kellett javítani az egyik lövedéke lövegcsőben való felrobbanása miatt. A brit cirkálókon a csatában 22-en estek el és legalább 13-an megsérültek.

## Következmények
A Kaiserin parancsnokát, Kurt Graßhoff sorhajókapitányt 1917 decemberében leváltották, mivel túl nagy távolságban foglalt állást a csatahajóival az aknaszedőktől ahhoz, hogy egy meglepetésszerű rajtaütést gyorsan elháríthasson.
A német könnyűcirkálók eredményesen védelmezték az aknaszedőket a mesterséges köddel és azzal, hogy magukra vonták az ellenség tüzét, de a jóval nagyobb tűzerejű ellenféllel szemben nem érhettek el nagyobb sikereket, főleg miután a két csatahajó csak megkésve ért a segítségükre. A későbbi aknamentesítő akciók során erősebb biztosító köteléket küldtek ki, melyeket amennyire az aknaveszély engedte előrébb helyeztek el. Mivel az aknaszedők a Jadétól északi irányban 180, nyugati irányban 140 mérföld távolságra is tevékenykedtek, szükséges volt őket erősebb csatahajó-kötelékekkel is támogatni.
Rendszerint a biztosító hajók felét helyezték el közvetlenül az aknaszedők mögött, míg a másik felüket 50 mérföldes távolságra állomásoztatták. Mikor az idő lehetővé tette a légi felderítést, a kísérő hajók számát a felére lehetett csökkenteni. Az Amrum-pad mellett kialakítottak egy védőhálókkal körbevett kikötőt, ahol az északi irányban végzett aknamentesítési munkálatokat támogató hadihajók állomásozhattak. E megoldás révén a hajóknak nem kellett többet ingázniuk – sokszor éjjel – a Jade és az aknamezők között valamint üzemanyagot is spórolhattak. Ez a kikötőhely azonban csak 1918 nyarára készült el.
A németek a csata révén szereztek tudomást a Courageous-osztályú újfajta brit csatacirkálókról (nagy könnyű cirkálói – large light cruiser), melyek két lövegtoronyban elhelyezett 381 mm-es ágyúkkal rendelkeztek és nagy sebességük révén lépést tarthattak a leggyorsabb kísérőhajókkal is.

## Hadrend

### Brit erők
A csatában a következő brit egységek vettek részt:
1. cirkálóraj (1st Cruiser Squadron): Trevylyan Napier altengernagy

Courageous (zászlóshajó, Arthur Bromley kapitány)
Glorious (Charles B. Miller kapitány)
Kísérő rombolók: 13. romboló-flottilla (13th Destroyer Flotilla)
Ursa (John Tovey sorhajókapitány)
Nerissa (Montague G. B. Legge korvettkapitány)
Urchin (Guy P. Bowles korvettkapitány)
Umpire (Roger V. Alison korvettkapitány)
6. könnyűcirkálóraj (6th Light Cruiser Squadron): Edwyn Alexander-Sinclair ellentengernagy

Cardiff (zászlóshajó, Claud H. Sinclair kapitány)
Ceres (Herbert Meade kapitány)
Calypso (Herbert L. Edwards kapitány†)
Caradoc (William M. Kerr kapitány)
Kísérő rombolók: 13. rombolóflottilla (13th Destroyer Flotilla)
Valentine (flottilla-vezérhajó, Charles A. Fremantle fregattkapitány)
Vimiera (Dashwood F. Moir fregattkapitány)
Vanquisher (Kenneth A. Beattie korvettkapitány)
Vehement (Vernon Hammersley-Heenan sorhajóhadnagy)
1. könnyűcirkálóraj (1st Light Cruiser Squadron): Walter H. Cowan sorhajókapitány

Caledon (Cowan sorhajókapitány)
Galatea (Charles M. Forbes kapitány)
Royalist (Mathew R. Best kapitány)
Inconstant (Francis A. Marten kapitány)
Kísérő rombolók 13. rombolóflottilla (13th Destroyer Flotilla)
Vendetta (Charles Ramsey fregattkapitány)
Medway (Charles H. Neill James korvettkapitány)
1. csatacirkálóraj (1st Battle Cruiser Squadron): Richard F. Phillimore ellentengernagy

Repulse (zászlóshajó, William Boyle kapitány)

### Német erők
A csatában a következő német egységek vettek részt:
II. felderítőcsoport (Aufklärungsgruppe II) könnyűcirkálói (Ludwig von Reuter altengernagy)

Königsberg (Karl Feldmann fregattkapitány)
Pillau (Gerhard von Gaudecker fregattkapitány)
Frankfurt (Otto Seidensticker fregattkapitány)
Nürnberg (Walther Hildebrand sorhajókapitány)
7. rombolóflottilla (Torpedobootsflottille VII) (Cordes korvettkapitány)
S62 (Fink sorhajóhadnagy; a flottilla zászlóshajója)
G87 (Komorowski tengerészfőhadnagy)
14. romboló-félflottilla (Torpedoboot-Halbflottille 14) (Richard Beitzen sorhajóhadnagy)
G92 (Arthur von Killinger sorhajóhadnagy; félflottilla zászlóshajója)
G93 (Reimer sorhajóhadnagy)
V83 (Wedig von Keyserlingk sorhajóhadnagy)
12. romboló-félflottilla (Torpedoboot-Halbflottille 12) (Lahs korvettkapitány)
V43 (Narjes tengerészfőhadnagy; a félflottilla zászlóshajója)
V44 (Kautter tengerészfőhadnagy)
V45 (Laßmann sorhajóhadnagy)
Aknaszedők
6. aknaszedő-félflottilla (6. Minensuch-Halbflottille) (d'Ottilié sorhajóhadnagy): M66, M7, A36, T74, M53, M4, M3, M1
4. segédaknaszedő-félflottilla (4. Hilfsminensuch-Halbflottille) (Joachim Löwe tartalékos sorhajóhadnagy): A63, A68, A69, A74, A41, A52 (A osztályú torpedónaszádok)
2. segédaknaszedő-félflottilla (Klose tartalékos sorhajóhadnagy): halászhajók
6. segédaknaszedő-félflottilla (Wilke tartalékos sorhajóhadnagy): halászhajók
IV. sperrbrecher-csoport (IV. Sperrbrechergruppe) (Hillebrand tartalékos sorhajóhadnagy): két egység (sperrbrecher)
S-csoport, Északi-tengeri őrhajó-félflottilla (Gruppe S, Nordsee Vorposten-Halbflottille) (Woldag hadnagy): Fritz Reuter and Kehdingen aknaszedő halászhajók(GE)
4. csatahajóraj (Geschwader IV)
(Wilhelm Souchon altengernagy); (itt: Kurt Graßhoff sorhajókapitány)

Kaiserin (Kurt Graßhoff sorhajókapitány)
Kaiser (Max Loesch sorhajókapitány)
Kísérő rombolók (tengeralattjáró-elhárítás céljából)
S18 (Wildemann sorhajóhadnagy)
S24 (Paschen sorhajóhadnagy)